# Elena Holzhausen
Elena Holzhausen (* 1. Mai 1965 als Elena Maria Viktoria Gräfin von und zu Hoensbroech auf Schloss Kellenberg in Barmen bei Jülich, Deutschland) ist eine in Wien lebende deutsche Kunsthistorikerin, Denkmalpflegerin sowie Diözesankonservatorin der Erzdiözese Wien.

## Biographie
Nach ihrem Abitur am Ursulinengymnasium Köln hat Elena Holzhausen Kunstgeschichte, Germanistik, ostasiatische Kunstgeschichte sowie Japanologie an den Universitäten von Würzburg, Heidelberg und Wien studiert. Ihre 1997 verfasste Diplomarbeit schrieb die Denkmalpflegerin über Das Wiener Porzellankabinett des Reichsvizekanzlers Graf Friedrich Karl von Schönborn. Rekonstruktion, zeitliche Einordnung und Bedeutung. In den folgenden Jahren arbeitete Elena Holzhausen für das Amt der Niederösterreichischen Landesregierung, das Hofmobiliendepot in Wien, das Wiener Auktionshaus Dorotheum sowie die Donauuniversität Krems und war als selbständige Kunsthistorikerin tätig (Sammlungsberatungen, Inventarisierung von Privatsammlungen, kunsthistorische Begleitung bei der Gründung von Privatstiftungen).
Elena Holzhausen ist seit 2009 als Nachfolgerin von Hiltigund Schreiber Diözesankonservatorin und Leiterin des Referats für Kunst und Denkmalpflege der Erzdiözese Wien. Ihr Aufgabenfeld umfasst dabei die denkmalpflegerische Betreuung der Kirchen und Profangebäude, die Inventarisierung deren Kunstgüter, die Implementierung zeitgenössischer Kunst sowie die Weiterbildung der haupt- und ehrenamtlichen Mitarbeiter der Erzdiözese Wien im Bereich Kunst und Denkmalpflege. 2012 wirkte sie bei der Neuausrichtung des Dom Museum Wien mit.
Elena Holzhausen initiiert und kuratiert medial beachtete zeitgenössische Kunstprojekte in aktiv genutzten Kirchenräumen. Daneben wird sie aufgrund ihres Fachwissens immer wieder für Beiträge im Fernsehen, im Rundfunk und in Printmedien zu tagesaktuellen Themen wie auch Hintergrundanalysen und Moderationen angefragt. Elena Holzhausen unterrichtet am katholischen Priesterseminar der (Erz-)Diözesen Wien, St. Pölten und Eisenstadt sowie am Predigerseminar der evangelischen Kirche Augsburger Bekenntnis und ist als Referentin der Theologischen Kurse, einem gemeinsamen Projekt der Erzdiözese Wien sowie der Österreichischen Bischofskonferenz, tätig. Im universitären Kontext hält Elena Holzhausen Vorlesungen an der Universität für Angewandte Kunst (Fachabteilung Konservierung und Restaurierung) und bietet Studierenden der Universität Wien (Institut für Kunstgeschichte) sowie an der Technischen Universität Wien (Institut für Architektur- und Kunstgeschichte, Bauforschung und Denkmalpflege) Praxismodule an.
Ihre wissenschaftlichen Schwerpunkte, zu denen Elena Holzhausen regelmäßig publiziert sowie Vorträge im In- und Ausland hält, liegen im Bereich des österreichischen 18. und 19. Jahrhunderts mit Untersuchungen zu Objekten des religiösen Gebrauchs, Innenräumen, Barockgemälden, aber auch zu Fragen der Denkmalpflege, der zeitgenössischen Kunst sowie zu Gartenanlagen. Elena Holzhausen war von 2018 bis 2021, gemeinsam mit Thaddäa Rath vom Institut für Werkstoffwissenschaften und Werkstofftechnologie der TU Wien, der Cubicure GmbH und Addison Restaurierung KG Projektpartner, an einem von der Österreichische Forschungsförderungsgesellschaft (FFG) geförderten interdisziplinären Forschungsprojekt zur wissenschaftlichen Erforschung und Entwicklung von 3D-gedrucktem Elfenbein - Digory - beteiligt. Seit Abschluss des national wie international medial beachteten Projekts hält sie Vorträge zur Nutzung von 3D-gedrucktem Elfenbein als nachhaltigem, tierwohlfreundlichen Werkstoff bei der hochpräzisen Restaurierung von Elfenbeinobjekten, zuletzt im April 2022 im Kunsthistorischen Museum Wien im Rahmen der Reihe Donnerstagabend im Museum.
Sie ist Mitglied des Projektbeirates eines internationalen Forschungsprojektes zur Erforschung der Bildhauerfamilie Straub. Innerhalb der Erzdiözese Wien ist sie Mitglied im Ständigen Beirat für Sakralräume und Ständiger Beirat bei der Liturgischen Kommission (Kunst- und Kulturbeirat).

## Privatleben
Elena Holzhausen ist verheiratet und hat 3 Söhne. Sie hat nach der Flutkatastrophe 2021 die Initiative „Kulturgut Rettung“ ins Leben gerufen, um unbürokratisch und effizient Betroffenen helfen zu können, deren beschädigte Kulturgüter zu retten. Die Kunsthistorikerin engagiert sich außerdem ehrenamtlich als Beisitzerin am Stiftungsvorstand der gemeinnützigen Stiftung Cronstetten (Frankfurt, Deutschland) und ist im Malteser Hospitaldienst Austria tätig.

## Publikationen (Auswahl)
- Thaddäa Rath, Otmar Martl, Bernhard Steyrer, Konstanze Seidler, Richard Addison, Elena Holzhausen, Jürgen Stampfl: Developing an ivory-like material for stereolithography-based additive manufacturing. In: Applied Materials Today, 23, 101016, 2021.
- Elena Holzhausen: Man schätzt den Staub etwas übergoldet weit mehr als Gold ein wenig überstäubt. Reflexionen zu den Einflüssen auf den Erhalt vergoldeter Oberflächen. In: Stephanie Herold, Christian Raabe (Hrsg.): Erhaltung: Akteure-Interessen-Utopien, Jörg Mitzkat, Holzminden 2020, ISBN 978-3-95954-090-2, S. 74–81.
- Arbeitsgemeinschaft der kirchlichen Konservatoren der Diözesen Österreichs (Hrsg.): Schöne Kirche, Handbuch zur Pflege kirchlicher Kunst- und Kulturgüter, Wien/Graz 2020, ISBN 978-3-901810-47-3.
- Elena Holzhausen: Von unsichtbaren Fäden und Bildern auf der Netzhaut. Zu den Wechselwirkungen zwischen Kunst in genutzten Kirchenräumen und Kunst in einem konfessionellen Museum. In: Johanna Schwanberg (Hrsg.): Dom Museum Wien Kunst Kirche Gesellschaft, De Gruyter, 2017, ISBN 978-3-11-048249-2, S. 75–99.
- Elena Holzhausen: Kleid, Relikt, Symbol. Paramentik im Spannungsfeld von Bewahren und Erneuern. In: Österreichisches Liturgisches Institut (Hrsg.): Heiliger Dienst, 64, Salzburg 2/2011, S. 219–226.
- Elena Holzhausen, Katalogbeiträge. In: Agnes Husslein-Arco (Hrsg.): Barock, Meisterwerke im Belvedere. Belvedere, Wien 2008, ISBN 978-3-901508-43-1.
- Elena Holzhausen, Katalognummern 10, 17, 21. In: Hellmut Lorenz, Huberta Weigl (Hrsg.): Das barocke Wien. Die Kupferstiche von Joseph Emanuel Fischer von Erlach und Johann Adam Delsenbach (1719), Michael Imhof Verlag, Petersberg 2007, ISBN 978-3-937251-76-9.
- Elena Holzhausen: Laeken, das Missing Link zwischen Laxenburg und Capability Brown. In: Géza Hajós (Hrsg.): Der Malerische Landschaftspark in Laxenburg. Böhlau, Wien 2006, ISBN 978-3-205-77444-0, S. 153–164.
- Elena Holzhausen, Richard Kurdiovsky: Salomon Kleiners Ansichten des Harrachschen Gartens in der Ungargasse, die Geschichte einer falschen Zuschreibung und ihre Konsequenzen. In: Barockberichte. Salzburgmuseum, 42/43, Salzburg 2005, ISSN 1029-3205, S. 812–818.
- Elena Holzhausen: „Haec autem ita fieri debent, ut habeatur ratio firmitatis, utilitatis, venustatis“ (Vitruv, um 30 vor Chr.). Überlegungen zu der notwendigen Trennung von Kirchengebäuden in der Katholischen Kirche. In: Katherin Bollenbeck, Joachim Oepen, Anna Pawlik (Hrsg.): Kirchen·Bau·Kultur. Zur Verabschiedung von Martin Struck, Erzdiözesanbaumeister von Köln, Siegburg 2023, ISBN 978-3-87710-800-0, S. 59–75.

## Forschungsprojekte
- Addison KG, Erzdiözese Wien, Cubicure GmbH: 3D-gedrucktes Elfenbein als nachhaltiger Werkstoff für die Restaurierung von Kunstobjekten, 2018–2021.[36]
- Zsuzsanna Boda, Saša Dolinšek, Paul-Bernhard Eipper u. a.: TrARS - Tracing the Art of the Straub Family, 2017–2019.[37]

## Tagungsausrichtung
- „Die Zukunft, die wir wollen… “, Reflexionen zur Implementierung von zeitgenössischer Kunst in historischen Kirchenräumen, Arbeitskreises für die Inventarisation und Pflege des kirchlichen Kunstgutes in den deutschen (Erz-) Bistümern, 26. Jahrestagung, 16.-17.11.2017, Wien.[38][39]